# Gewone dartelwants
De gewone dartelwants (Peritrechus nubilus) is een wants uit de onderfamilie Rhyparochrominae en uit de familie bodemwantsen (Lygaeidae).
De onderfamilie Rhyparochrominae wordt ook weleens als een zelfstandige familie Rhyparochromidae gezien in een superfamilie Lygaeoidea. Lygaeidae is conform de indeling van bijvoorbeeld het Nederlands Soortenregister.

## Uiterlijk
De soorten uit het genus Peritrechus hebben op het halsschild (pronotum) aan de zijkant een lichte vlek (vaak niet goed zichtbaar). De voordijen hebben slechts één of twee kleine stekels. Ze zijn langvleugelige (macropteer).
Deze wants is 4,8 tot 5,7 mm lang. De kop, de poten (de schenen zijn soms lichter), de antennes en de bovenkant van halsschild (pronotum) zijn zwart. Het onderste deel van het halsschild is bruin met zwart. Het schildje (scutellum) is ook zwart, maar met een V-vormige bruine tekening op het eind. De voorvleugels zijn grijsbruin met een donkere vlek, die in het midden lichtbruin is en met donkere spikkels. Het membraan is witachtig bij de aders met daartussen bruine strepen en heeft bij de basis een lichte vlek. Hij lijkt veel op de Peritrechus geniculatus maar hij heeft een derde segment van de antenne, dat dunner is dan het eerste segment. Ook is het halsschild minder langwerpig, maar meer vierkant van vorm.

## Verspreiding en habitat
De soort is wijdverspreid in Europa van het zuiden van Scandinavië tot in het Middellandse Zeegebied en daar aansluitend in Noord-Afrika. Naar het oosten komt hij voor tot in West-Siberië en in het gebied rond de Kaspische Zee. Ze worden aangetroffen in allerlei open en halfschaduwrijke leefgebieden met vegetatie van grassen. Maar hij heeft een voorkeur voor vochtige gebieden zoals oevers, bosranden. Ze zijn veel zeldzamer op droge zandgronden.

## Leefwijze
De wantsen leven van op de bodem van zaden. Er is geen voorkeur bekend voor bepaalde voedselplanten. De imago’s overwinteren en paren vooral eind april en in mei. De volwassen wantsen van de nieuwe generatie verschijnen vanaf eind juli of in augustus. Er is één generatie in een jaar.